# Primera División Uruguaya 1902
El Primera División Uruguaya 1902 fu il terzo torneo di Primera División nella storia del calcio uruguaiano.
Il torneo fu un campionato composto da sei squadre che si incontrarono in partite di andata e ritorno. Quest'anno vinse il National che vinse tutti gli incontri che disputò, conseguendo il suo primo titolo nazionale.
Come curiosità si può citare che l'Uruguay Athletic Club ebbe a disposizione 74 calciatori per i suoi 10 incontri, mentre che l'Albion FC ne ebbe 65. In questa edizione del torneo s'incorporò la squadra del Triunfo che terminò in ultima posizione. I 4 punti che ottenne li conquistò ai danni dell'Albion FC che sconfisse nei due incontri tra loro disputati. Anche in questa stagione non vi furono retrocessioni.

## Classifica finale
|                    | Pos. | Squadra                 | Pt | G  | V  | N | P | GF | GS | DR  |
| ------------------ | ---- | ----------------------- | -- | -- | -- | - | - | -- | -- | --- |
| Uruguay (bandiera) | 1°   | Nacional                | 20 | 10 | 10 | 0 | 0 | 40 | 5  | 35  |
|                    | 2°   | CURCC                   | 16 | 10 | 8  | 0 | 2 | 34 | 7  | 27  |
|                    | 3°   | Deutscher Fussball Klub | 9  | 10 | 4  | 1 | 5 | 18 | 29 | -11 |
|                    | 4°   | Uruguay Athletic        | 6  | 10 | 3  | 0 | 7 | 6  | 22 | -16 |
|                    | 5°   | Albion                  | 5  | 10 | 2  | 1 | 7 | 9  | 21 | -12 |
|                    | 6°   | Triunfo                 | 4  | 10 | 2  | 0 | 8 | 8  | 31 | -23 |

>
G = Partite giocate; V = Vittorie; N = Nulle/Pareggi; P = Perse; GF = Goal fatti; GS = Goal subiti; 

## Classifica marcatori
| Gol |  |  | Giocatore        | Squadra  |
| --- |  |  | ---------------- | -------- |
| 11  |  |  | Bolívar Céspedes | Nacional |